# خورشیدگرفتگی ۱۴ دسامبر ۲۰۲۰
خورشیدگرفتگی ۱۴ دسامبر ۲۰۲۰ (به انگلیسی: Solar eclipse of December 14, 2020) یک خورشیدگرفتگی از نوع خورشیدگرفتگی کامل است. این خورشیدگرفتگی در تاریخ ۱۴ دسامبر ۲۰۲۰ میلادی (‎۲۴ آذر ۱۳۹۹ خورشیدی) روی داد که زمان اوج آن، ساعت ۱۶:۱۴:۳۹ به‌وقت ساعت هماهنگ جهانی است. مدت زمان و طول این خورشیدگرفتگی ۲ دقیقه و ۱۰ ثانیه بود.

## تصویر
تصویر متحرک